# Annick Kayitesi-Jozan
Pour les articles homonymes, voir Kayitesi.
Annick Kayitesi-Jozan, née en 1979 au Rwanda, est une autrice francophone, rescapée du génocide des Tutsi.

## Biographie
En avril 1994, Annick Kayitesi-Jozan perd une partie de sa famille massacrée par les génocidaires Hutus. Les siens, des Tutsi, se trouvaient à Butare, et s'étaient réfugiés dans l'infirmerie d'un établissement scolaire, lieu de travail de la mère. Les miliciens assassinent sa mère dans la cour de l'école.  Son frère Aimé, âgé de 9 ans, sa sœur Aline, âgée de 16 ans, ses deux cousines, sont emmenés dans un camion sur un site où ils sont agressés à la machette, et tués, à l'exception d'Aline dont le corps inanimé est abandonné par les miliciens. 
Annick n'a pas été emmenée avec le reste de sa famille, pour des raisons mal élucidées, probablement parce que les voisins complices des génocidaires souhaitaient la garder comme domestique.
Recueillie par l’ONG Terre des Hommes, avec sa sœur Aline, elle est ensuite « exfiltrée en France » où elle fait l'expérience du racisme anti-noir,. Elle vit d'abord dans des familles d'accueil ; elle subit une tentative de viol de la part d'un père de l'une de ces familles  d'accueil, affaire qui est jugée aux assises.
Elle suit des études de sciences politiques, obtient un DEA, puis entreprend des études de psychologie.
Elle obtient le statut de réfugiée et, en 2005, la nationalité française.
Elle a un fils d'un Rwandais né en exil en Ouganda, qu'elle a rencontré lors de son retour provisoire dans son Rwanda natal, et une  fille d'un Français, Raphaël Jozan. Depuis 2015 elle vit en Ouzbékistan où son mari, l'éditeur Raphaël Jozan, dirige l'Agence française de développement (AFD).

## Œuvre littéraire
Annick Kayitesi-Jozan publie deux récits pour témoigner de ce qu'elle a vécu pendant le génocide au Rwanda, et de son parcours en France. Dans son compte rendu de Même Dieu ne veut pas s’en mêler, Florent Piton souligne le caractère central du thème de la reconstruction de soi, mais ajoute que cette autobiographie est «bien éloignée des discours lénifiants sur la résilience», dans la mesure où la trace du traumatisme y demeure très présente.

## Combats
Elle a contribué au dépôt d'une plainte contre la chaîne Canal + à la suite d'un sketch de 2013  «censé faire rire en se moquant des enfants découpés à la machette pendant le génocide au Rwanda». Un personnage y chantait : « Maman est en haut, coupée en morceaux, papa est en bas, il lui manque les bras. ». Selon le journal Libération, cette action a favorisé l'adoption d'un amendement de la loi sur le délit de négationnisme qui depuis 2017 sanctionne le déni du génocide des Tutsis du Rwanda.
Elle témoigne dans le documentaire Tuez-les tous  ! coréalisé par Raphaël Glucksmann.
Elle fonde l'association Études sans frontières pour favoriser l'accès à l'école des orphelins des génocides.
En 2017 elle publie dans Libération un appel au président de la République française pour lui demander d'autoriser l'ouverture des archives nationales relatives au génocide des Tutsi, archives qui permettraient de faire la lumière sur le degré d'implication de la France dans cette tragédie,.

## Décorations
- Chevalier de l'ordre national du Mérite (2015)[7]

## Publications
- Nous existons encore, Michel Lafon, 2004
- Même Dieu ne veut pas s’en mêler, Seuil, 2017